# Pareuxoa gravida
Pareuxoa gravida là một loài bướm đêm thuộc họ Noctuidae. Nó được tìm thấy ở vùng Biobío tới vùng Magallanes và Antartica Chilena của Chile và in Bariloche, Río Negro, San Martín de los Andes, Chubut, Patagonia và Tierra del Fuego in Argentina
Sải cánh dài khoảng 41 mm. Con trưởng thành bay từ tháng 12 đến tháng 3.